# Assembleias de Deus nos Estados Unidos
O General Council of the Assemblies of God in the United States of America (em português: Concílio Geral das Assembleias de Deus nos Estados Unidos da América) ou Assembleias de Deus nos EUA, AG) é uma associação cristã evangélica pentecostal de Igrejas dos Estados Unidos. Fundada em 1914 durante um acampamento de ministros pentecostais em Hot Springs, Arkansas, ela foi a nona maior denominação americana em 2010 com uma membresia de 2.9 milhões de pessoas. A Assembleia de Deus nos EUA é o ramo norte-americano da Assembleia de Deus, a maior organização pentecostal do mundo.
A Assembleia de Deus sustenta uma teologia arminiana, evangelical e conservadora como expressado na Declaração de Verdades Fundamentais e sua posição em artigos, que enfatizam as doutrinas pentecostais como o Batismo no Espírito Santo, glosolalia, cura divina e a Segunda vinda de Cristo.

## História

### Origem

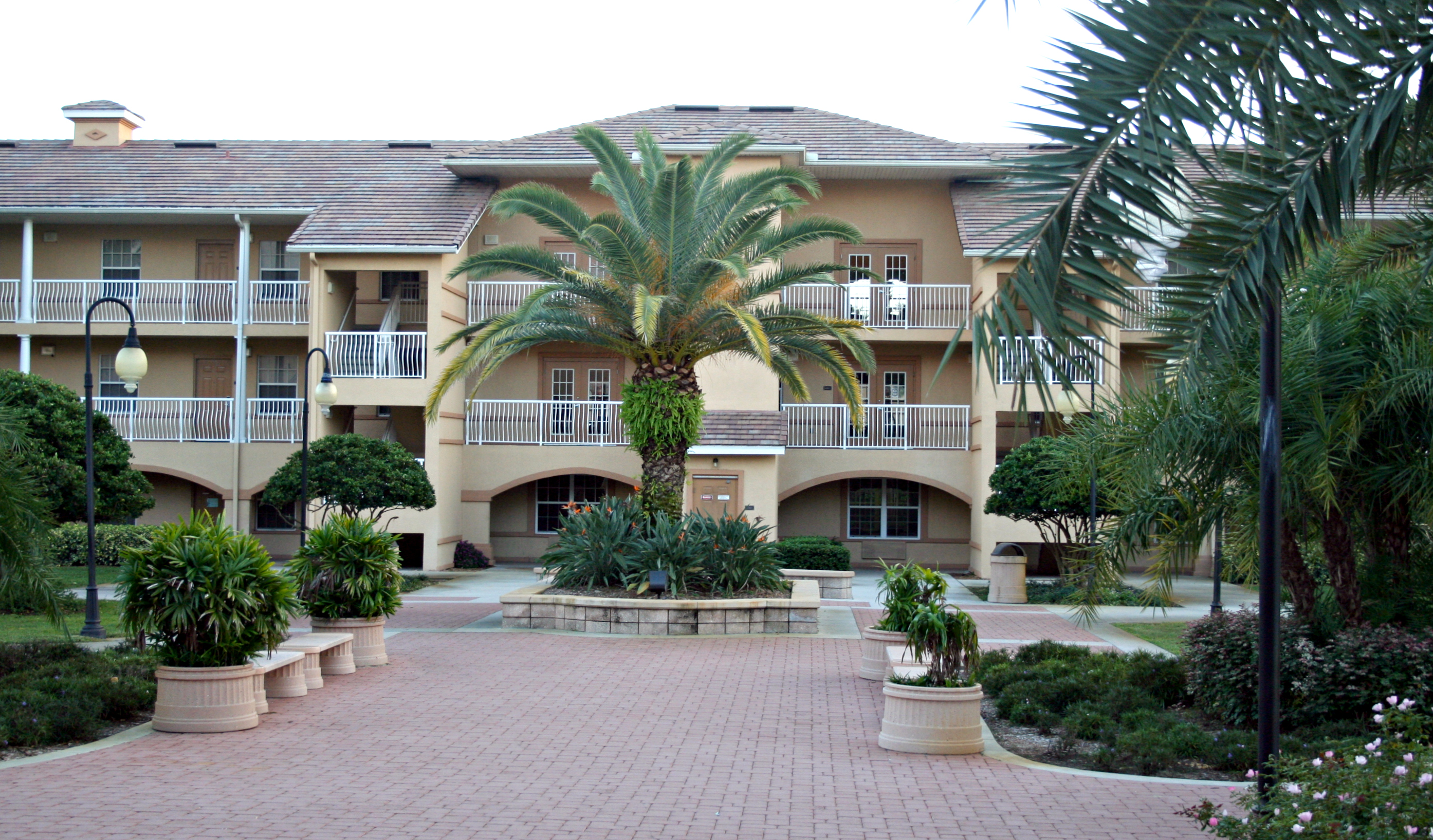
Aventura Hall, Universidade do Sudeste em Lakeland (Flórida).

Nos Estados Unidos surgiram várias congregações pentecostais independentes, desde o avivamento da rua Azuza, em 1906. Em 1907, Charles Harrison Mason, co-fundador da Igreja de Deus em Cristo, foi para Los Angeles para investigar o Reavivamento da Rua Azusa. Durante sua visita, afirmou ter recebido o batismo do Espírito Santo e ter tido uma experiência de glossolalia. Ao retornar a Jackson, Mississippi, seu relato de sua experiência encontrou alguma oposição. Os líderes não concordaram que “falar em línguas” fosse um teste obrigatório do batismo com o Espírito Santo. Em 1907, na convocação da Igreja em Jackson, ocorreu uma divisão entre Jones e outros líderes sobre esta questão. Mason foi expulso por aceitar as crenças pentecostais e convocou uma reunião em Memphis no final do ano que deu início à reorganização da Igreja. 
A partir de 1911, muitos ministros brancos afiliados à Igreja de Deus em Cristo expressaram insatisfação com a liderança afro-americana. Em 1913, 353 ministros brancos formaram uma nova igreja, que deu credenciais próprias, embora ainda usando o mesmo nome (Igreja de Deus em Cristo). O grupo de ministros brancos liderado pelo Pastor E.N. Bell reuniu-se em uma Convenção, em Hot Springs, Arkansas, em 1914 e fundou as Assembléias de Deus. Como resultado, houve a adesão de quase 500 ministros e a criação do General Council of the Assemblies of God (Concílio Geral das Assembleias de Deus), mais tarde sediado em Springfield, Missouri. 
Incorporada durante a segregação racial em vigor no Sul americano, a Igreja proibiu a ordenação de ministros afro-americanos de 1939 a 1962. Os afro-americanos que buscavam ordenação foram encaminhados para o Igreja de Deus em Cristo.

## Estatísticas
Desde 1960, as Assembleias de Deus nos Estados Unidos divulgam suas estatísticas, com o total de membros e de "aderentes". Os aderentes são pessoas que frequentam os cultos, mas não são formalmente membros. Como a denominação adere ao credobatismo, só são considerados membros os adultos batizados, enquanto as crianças, filhos dos membros, são contados como aderentes. 
| Ano  | Igrejas | Membros   | Aderentes |
| ---- | ------- | --------- | --------- |
| 1960 | 8.233   | 508.602   | -         |
| 1975 | 9.140   | 850.362   | 1.239.197 |
| 2000 | 12.054  | 1.506.834 | 2.577.560 |
| 2000 | 12.457  | 1.753.881 | 3.030.944 |
| 2006 | 12.311  | 1.627.932 | 2.836.174 |
| 2008 | 12.377  | 1.662.632 | 2.899.702 |
| 2016 | 13.023  | 1.818.941 | 3.240.258 |
| 2018 | 13.017  | 1.856.653 | 3.233.385 |
| 2019 | 12.986  | 1.810.093 | 3.295.923 |
| 2020 | 12.938  | 1.766.477 | 3.260.021 |
| 2021 | 12.830  | 1.683.579 | 2.932.466 |
| 2022 | 12.749  | 1.701.503 | 2.928.143 |
| 2023 | 12.681  | 1.737.524 | 2.984.352 |

Em 1960, a denominação relatou 508.602 membros, em 8.233 igrejas. Em 1975, tinha crescido para 850.362 membros, em 9.140 igrejas. Nesse ano, a denominação também afirmou o número de 1.239.197 de aderentes. 
Em 2000, havia 1.506.834 membros, em 12.054 igrejas, com um total de 2.577.560 de aderentes. 
Em 2010, havia 1.753.881 membros, em 12.457 igrejas, com um total de 3.030.944 de aderentes.
A denominação atingiu o seu número máximo de membros em 2018, quando relatou ser formada por 1.856.653 membros, em 13.017 igrejas e 3.233.385. Desde então, a denominação relatou declínio no número de membros em 2019, 2020 e 2021. Em 2022, o número de membros voltou a subir. O número total de aderentes chegou ao máximo em 2019, com 3.295.923 aderentes. Desde então, relatou declínio constantes. 
O número máximo de igrejas foi relatado em 2016, com 13.023 igrejas filiadas. Desde então foi relatado declínio constante. 
Em 2023, a denominação estimou ser formada por 1.737.524 membros, 2.984.352 aderentes e 12.681 igrejas.

## Estrutura

### Superintendentes Geral

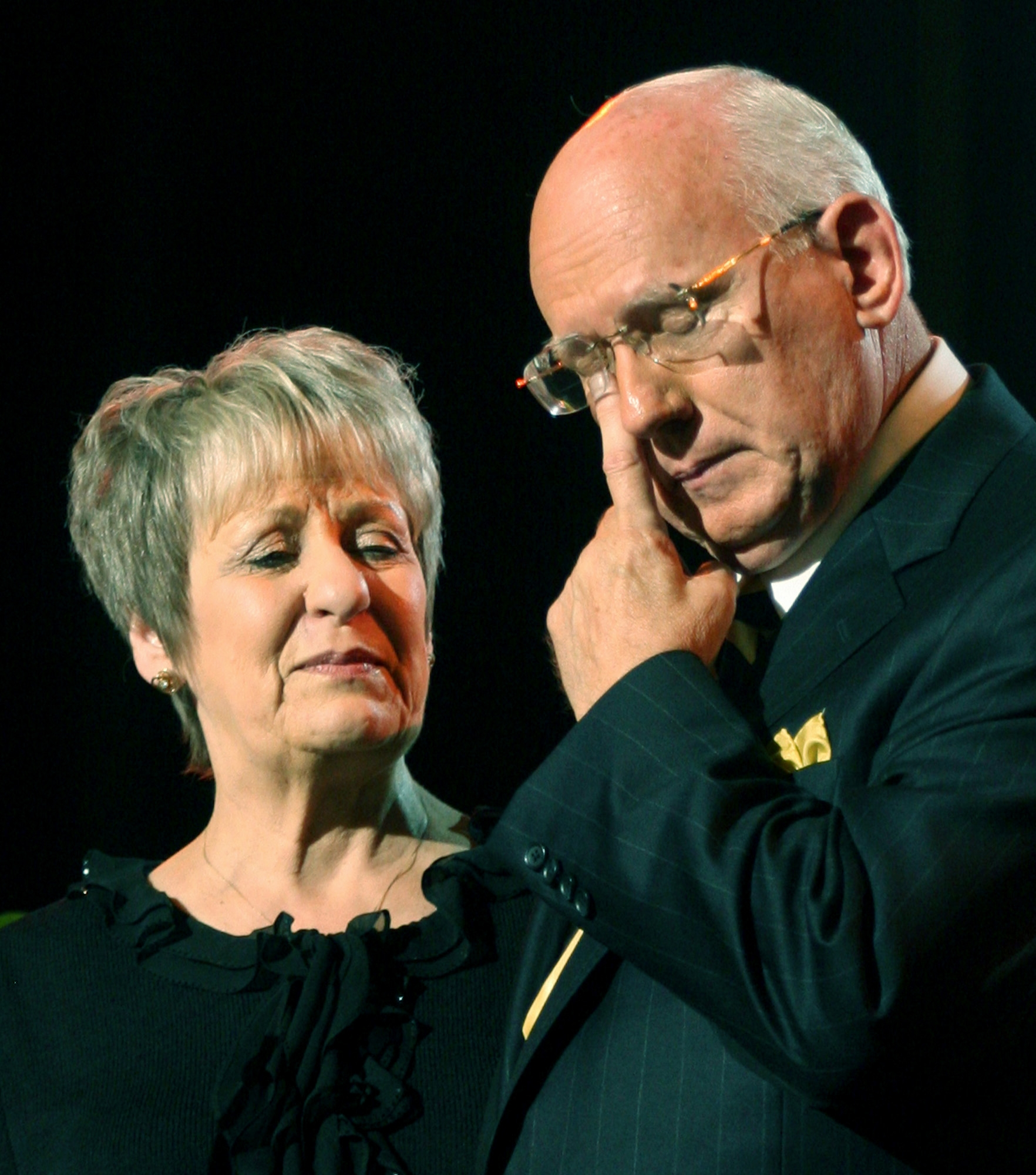
Antigo Superintendente Geral da AG Thomas Trask e esposa

O atual Superintendente Geral General do Concílio Geral é o Rev. Doug Clay tomou posse após o George O. Wood depois de dez anos deste à frente da superintendência.
- Eudorus N. Bell 1914, 1920–23
- John W. Welch 1914-1919, 1923
- W.T Gaston 1924-1929
- Ernest S. Williams 1929-1949
- Wesley R. Steelberg 1949-1952
- Ralph M Riggs 1953-1959
- Thomas F. Zimmerman 1959-1985
- G. Raymond Carlson 1986-1993
- Thomas E. Trask 1993-2007
- George O. Wood 2007- 2017
- Doug Clay 2017- Presente

As Assemblies of God apresentam algumas diferenças de sua coirmã brasileira: no tocante à administração, não existe o sistema de ministérios; cada igreja local é autônoma e não é subordinada a nenhuma outra, mas voluntariamente agrupam-se em presbitérios regionais, onde há igualdade entre todos e contam com a participação de representantes leigos. A congregação local entrevista e contrata o pastor, que é examinado e ordenado pelo Concílio Geral. Referente aos costumes, as Assemblies of God são integradas à sociedade americana, permitindo, por exemplo, que suas mulheres cortem o cabelo e usem calças compridas.